# بودينار
بودينار (بالتيفيناغ ⴱⴻⴷⵉⵏⴰⵔ) جماعة قروية تابعة لقبيلة تمسمان الريفية الأمازيغية بإقليم الدريوش وتتموقع في شمال غرب هذا الإقليم في شمال المغرب. تحد شمالا بالبحر الأبيض المتوسط، شرقا وجنوبا تحد بجماعة بني مرغنين، أما غربا فتحد بجماعة أولاد أمغار وكل هذه الجماعات التي تحدها تابعة مثلها لنفس القبيلة. يبلغ عدد سكان الجماعة حوالي 10504 نسمة حسب إحصاء سنة 2004.

## التقسيم الإداري
من بين القرى والدواوير المكونة لجماعة بودينار نجد: بمعاد ايت تعبان، مجين،آيث عزا، آيث لفقيه، أخشاب أمغار، شبوبا، دهار أبران، إفاسيين، إغشامن، إجتي، سعيدية، تيزا
تاغزوت،اشنيون،ادهار ابران،.